# Luciole (logiciel)
Pour les articles homonymes, voir Luciole.
Luciole est un logiciel libre sous linux  de réalisation de film d'animation en technique image par image.
Il permet la capture et le montage d'images depuis une webcam ou une caméra numérique.

## Présentation
Initialement imaginé pour les besoins en logiciel libre dans le cadre scolaire, il est utilisé par des élèves de la maternelle aux lycées.
Le logiciel permet l'acquisition depuis une webcam, une caméra numérique ou directement à partir de fichier image.
Luciole se situe en amont de la réalisation de film d'animation. Il permet d'acquérir des images, de les séquencer et les exporter en format vidéo. Un logiciel de montage vidéo est nécessaire pour finaliser le film (effets, bruitages, sons).

## Historique
Luciole est un fork de Myrtille, développé au sein de La Ménagerie par Camille Harang, jusqu'à la version 0.3. Par la suite myrtille a été repris au sein de l'association GRAPE afin de lui rajouter le retour vidéo et une meilleure compatibilité au système d'exploitation ubuntu/Linux. Les modifications en profondeur de Myrtille ont amené à une refonte complète du code, d'où le changement de nom vers luciole.